# Bulletin of the Bromeliad Society
Bulletin of the Bromeliad Society (abreviado Bull. Bromeliad Soc.) fue una revista con ilustraciones y descripciones botánicas que fue editada en Los Ángeles desde el año 1951 hasta 1970, publicándose 20 números. Fue reemplazada por el Journal of the Bromeliad Society.